# جاپو پونتا
جاپو پونتا (به اسپانیایی: Japu Punta) یک کوه در پرو است که در منطقه کوزکو واقع شده‌است. جاپو پونتا ۵٬۸۴۵ متر بالاتر از سطح دریا واقع شده‌است.